# Weltmeisterschaften im Gewichtheben 1913
Die 19. Weltmeisterschaften im Gewichtheben fanden vom 28. bis zum 29. Juli 1913 in der schlesischen Stadt Breslau (damals Deutsches Reich, heute Polen) statt. An den von der International Weightlifting Federation (IWF) im Vierkampf ausgetragenen Wettkämpfen nahmen vierzig Gewichtheber aus vier Nationen teil.

## Medaillengewinner
| Disziplin          | Gold                 | Silber             | Bronze          |
| ------------------ | -------------------- | ------------------ | --------------- |
| Federgewicht       | Emil Kliment         | Pjotr Cherudzinski | Georg Vogel     |
| Leichtgewicht      | Wilhelm Köhler       | Karl Samfaß        | Karl Swoboda II |
| Mittelgewicht      | Leopold Hennermüller | Hans Abraham       | Josef Buchegger |
| Superschwergewicht | Josef Grafl          | Berthold Tandler   | Jan Krause      |

## Medaillenspiegel
Die Platzierungen im Medaillenspiegel sind nach der Anzahl der gewonnenen Goldmedaillen sortiert, gefolgt von der Anzahl der Silber- und Bronzemedaillen (lexikographische Ordnung). Weisen zwei oder mehr Nationen eine identische Medaillenbilanz auf, werden sie alphabetisch geordnet auf dem gleichen Rang geführt.
| Rang | Nation                 | Gold | Silber | Bronze | Gesamt |
| ---- | ---------------------- | ---- | ------ | ------ | ------ |
| 1.   | Cisleithanien          | 3    | 1      | 2      | 6      |
| 2.   | Deutsches Kaiserreich  | 1    | 2      | 1      | 5      |
| 3.   | Russisches Kaiserreich | 0    | 1      | 1      | 2      |